# Mylomys
Mylomys — рід гризунів з родини Muridae.

## Морфологічна характеристика
Ці гризуни мають відносно довгу шерсть, жовтувато-сіру зверху і білувато-бежеву знизу. Їхнє тіло кремезне, руки і ноги мають лише три функціональні пальці. Однойменною особливістю є рифлені верхні різці; нижні зуби не рифлені. Mylomys досягають довжини тіла від 12 до 19 сантиметрів, хвоста мають розміри від 10 до 18 сантиметрів і ваги від 50 до 190 грамів.

## Спосіб життя
Тварини широко розповсюджені в центральній Африці — від Гвінеї до Уганди та Ефіопії. Вони мешкають у вологих трав'янистих місцевостях і зустрічаються на висоті до 2400 метрів над рівнем моря. Вони переважно денні й харчуються травами та стеблами.